# Kirche von Tøstrup

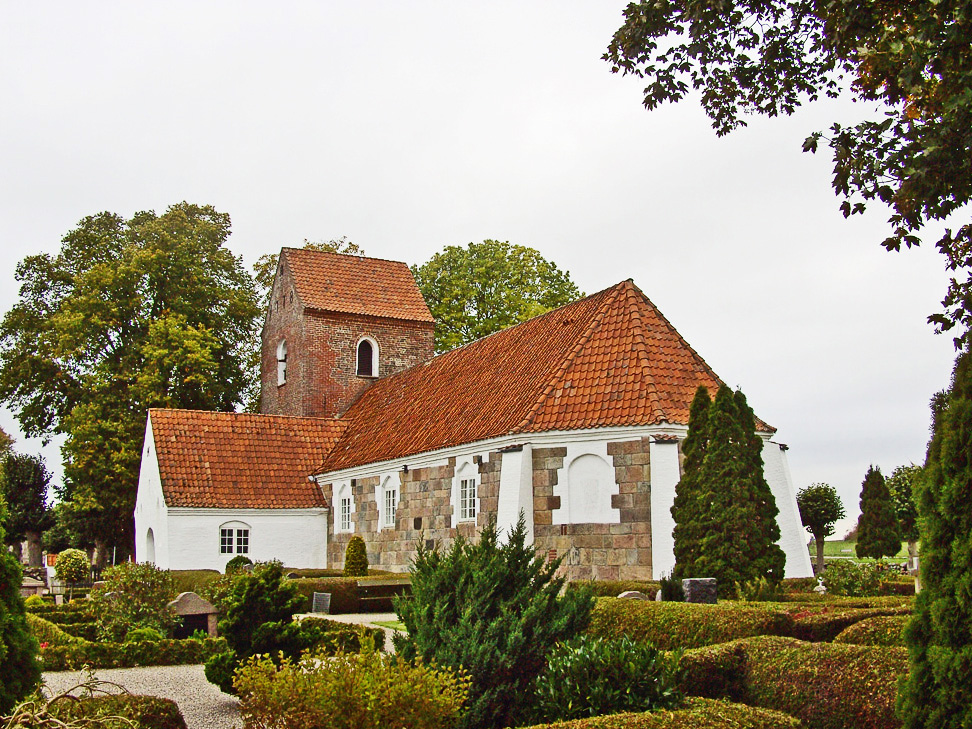
Kirche von Tøstrup

Die romanische Kirche von Tøstrup soll bereits im 10. Jahrhundert aus Granitquadern errichtet worden sein. Sie liegt östlich von Nimtofte. Lange lag sie nahe dem Kolindsund, einem inzwischen verlandeten Fjord auf der Halbinsel Djursland, das den östlichen Teil von Jütland in Dänemark bildet.
Die Landkirche erhielt später einen gotischen Langhauschor mit Turm und Kirchenvorhalle im Westen. 1979 wurden bei der Restaurierung der Dachkonstruktion einzigartige Kalkmalereien freigelegt, die zu den wenigen in Dänemark gehören, die aus der Zeit nach der Reformation stammen (1582). In jeder der 19 Gewölbekappen befindet sich entweder das Porträt eines Propheten aus dem Alten oder eines Apostels aus dem Neuen Testament. Gewölberippen und Säulen sind mit Ornamenten und Blattgirlanden ausgeschmückt. Die Inschriften sind in lateinischer Sprache verfasst, obwohl die Bibelübersetzung ins Dänische seit 1550 vorlag. Das Taufbecken aus Granit mit Knotenmustern und Seitenpartien, die mit Tierreliefs geschmückt sind, ist sicher eine frühe Arbeit des Steinmetzen Horder.
In liegen/lagen insgesamt 12 Lang- oder Runddolmen.